# Sadi Gülçelik
Sadi Gülçelik, né le 7 août 1929, à Constantinople, en Turquie et décédé le 19 août 1980, à Riyad, en Arabie Saoudite, est un ancien joueur turc de basket-ball.